# Kamitsuga (district)
Kamitsuga (上都賀郡, Kamitsuga-gun) was een district van de prefectuur Tochigi in Japan.
Op 1 april 2009 had het district een geschatte bevolking van 6737 inwoners en een bevolkingsdichtheid van 211 inwoners per km². De totale oppervlakte bedraagt 32 km².

## Dorpen en gemeenten
- Nishikata

## Geschiedenis
- Op 1 januari 2006 werd de gemeente Awano van het district Kamitsuga aangehecht bij de stad Kanuma.
- Op 20 maart 2006  werden de stad Imaichi en de gemeente Ashio van het district Kamitsuga, Fujihara en Kuriyama (beide van District Shioya) aangehecht bij de stad Nikkō.

## Fusies
- Op 1 oktober 2011 is de gemeente Nishikata aangehecht worden bij de stad Tochigi. Het district Kamitsuga is na deze fusie verdwenen[1]

Steden:
Ashikaga · Kanuma · Mōka · Nasukarasuyama · Nasushiobara · Nikkō · Ōtawara · Oyama · Sakura · Sano · Shimotsuke · Tochigi · Utsunomiya (hoofdstad) · Yaita

Districten:
Haga · Kawachi · Nasu · Shimotsuga · Shioya
Gemeenten per district